# アジアカップ (野球)
アジアカップ（西アジアカップ・東アジアカップ）（英: BFA West Asia Baseball Cup / East Asia Baseball Cup）とは、アジア野球選手権大会シード国である日本、韓国、台湾、中国を除くアジアの各国・地域代表によって競われる、野球の国際大会である。上位2か国はアジア野球選手権大会の出場権を獲得する。第10回大会より、開催地によってどちらか一方の地域の国が参加辞退してしまうことが多かったため、東西で分割開催されることになった。

## 大会結果

### アジアカップ
| 回 | 開催期間/詳細               | 開催地             | 出場国 | 優勝           | 準優勝       | 3位          |
| -- | --------------------------- | ------------------ | ------ | -------------- | ------------ | ------------ |
| 1  | 1995年                      | マニラ             |        | フィリピン     | タイ         | インド       |
| 2  | 1997年                      | バンコク           | 5      | タイ           | インドネシア | パキスタン   |
| 3  | 1999年                      | ニューデリー       | 4      | フィリピン     | インドネシア | マレーシア   |
| 4  | 2001年                      | ジャカルタ         | 6      | インドネシア   | パキスタン   | タイ         |
| 5  | 2002年                      | バンコク           | 6      | 中華人民共和国 | パキスタン   | タイ         |
| 6  | 2004年                      | バンコク           | 6      | タイ           | パキスタン   | インドネシア |
| 7  | 2006年                      | ラーワルピンディー | 5      | パキスタン     | 香港         | タイ         |
| 8  | 2009年5月25日 - 30日 ―詳細― | バンコク           | 8      | インドネシア   | パキスタン   | スリランカ   |
| 9  | 2010年5月19日 - 24日 ―詳細― | イスラマバード     | 4      | パキスタン     | 香港         | タイ         |

### 西アジアカップ
| 回 | 開催期間/詳細                   | 開催地         | 出場国 | 優勝       | 準優勝     | 3位            |
| -- | ------------------------------- | -------------- | ------ | ---------- | ---------- | -------------- |
| 10 | 2012年3月23日 - 28日 ―詳細―     | ラホール       | 4      | パキスタン | スリランカ | イラン         |
| 11 | 2013年11月30日 - 12月2日 ―詳細― | ラホール       | 4      | パキスタン | スリランカ | アフガニスタン |
| 12 | 2015年2月23日 - 28日 ―詳細―     | イスラマバード | 4      | パキスタン | イラン     | インド         |
| 13 | 2017年2月25日 - 3月1日          | イスラマバード | 5      | スリランカ | パキスタン | イラン         |
| 14 | 2019年7月15日 - 20日            | コロンボ       | 6      | スリランカ | パキスタン | インド         |
|    | 2021年9月                       | キャラジ       | -      | 中止       | 中止       | 中止           |
| 15 | 2023年1月27日 - 2月1日          | イスラマバード | 7      | パキスタン | パレスチナ | スリランカ     |
| 16 | 2025年5月15日 - 21日            | キャラジ       | 7      | パレスチナ | パキスタン | イラン         |

### 東アジアカップ
| 回 | 開催期間/詳細               | 開催地       | 出場国 | 優勝       | 準優勝       | 3位        |
| -- | --------------------------- | ------------ | ------ | ---------- | ------------ | ---------- |
| 10 | 2012年9月19日 - 23日 ―詳細― | バンコク     | 5      | フィリピン | タイ         | 香港       |
|    | 2014年                      | バンコク     | -      | 中止       | 中止         | 中止       |
| 11 | 2015年5月3日 - 8日 ―詳細―   | ジャカルタ   | 6      | フィリピン | インドネシア | スリランカ |
| 12 | 2018年6月24日 - 28日        | 香港         | 5      | フィリピン | タイ         | 香港       |
|    | 2020年                      |              | -      | 中止       | 中止         | 中止       |
| 13 | 2023年4月29日 - 5月4日      | バンコク     | 7      | フィリピン | 香港         | タイ       |
| 14 | 2024年10月29日 - 11月3日    | マバラカット | 7      | フィリピン | 香港         | タイ       |